# Stenocorus flavolineatus
Stenocorus flavolineatus är en skalbaggsart som först beskrevs av Leconte 1854.  Stenocorus flavolineatus ingår i släktet Stenocorus och familjen långhorningar. Inga underarter finns listade i Catalogue of Life.